# Bergskrabbor
Bergskrabbor (Globularia) är ett släkte av blommande grobladsväxter och omfattar ett 20-tal arter. Bergskrabbor ingår i familjen grobladsväxter. Släktet förekommer i centrala och södra Europa, Makaronesien, nordvästra Afrika och sydvästra Asien. Den enda art som förekommer i Skandinavien är Bergskrabba (Globularia vulgaris). Tidigare placerades släktet i familjen Globulariaceae.

## Bildgalleri

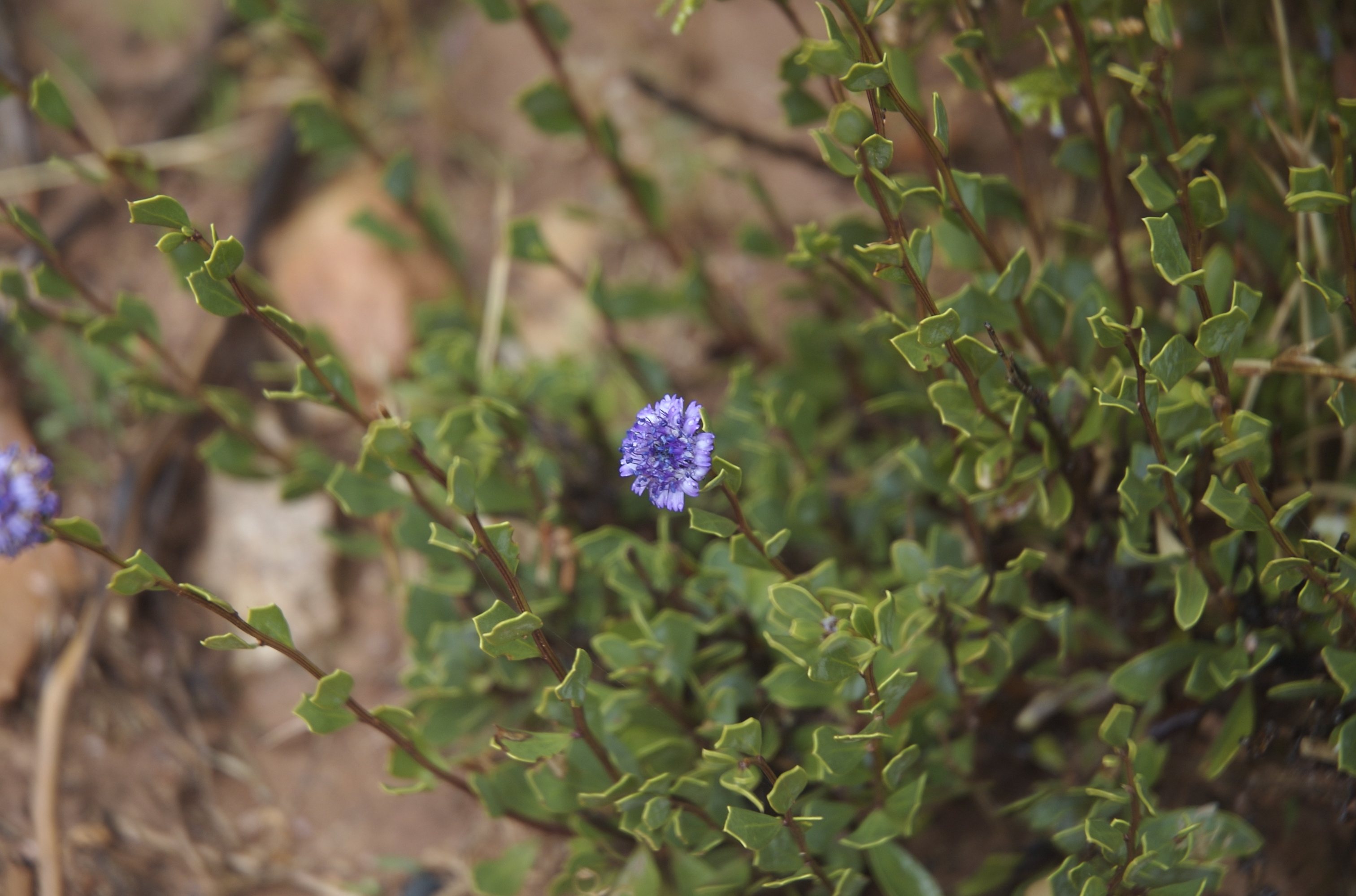
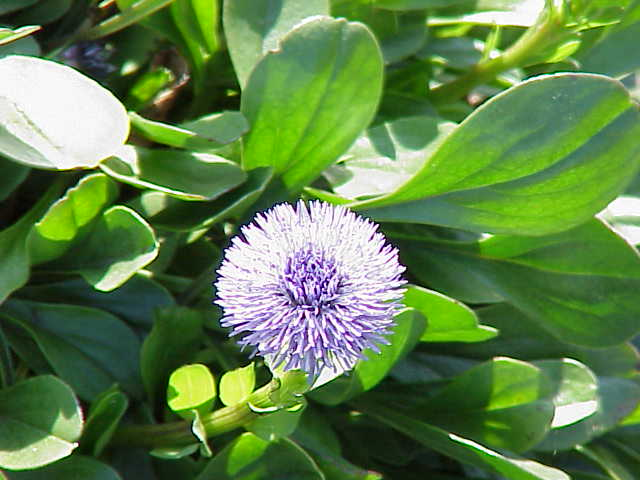
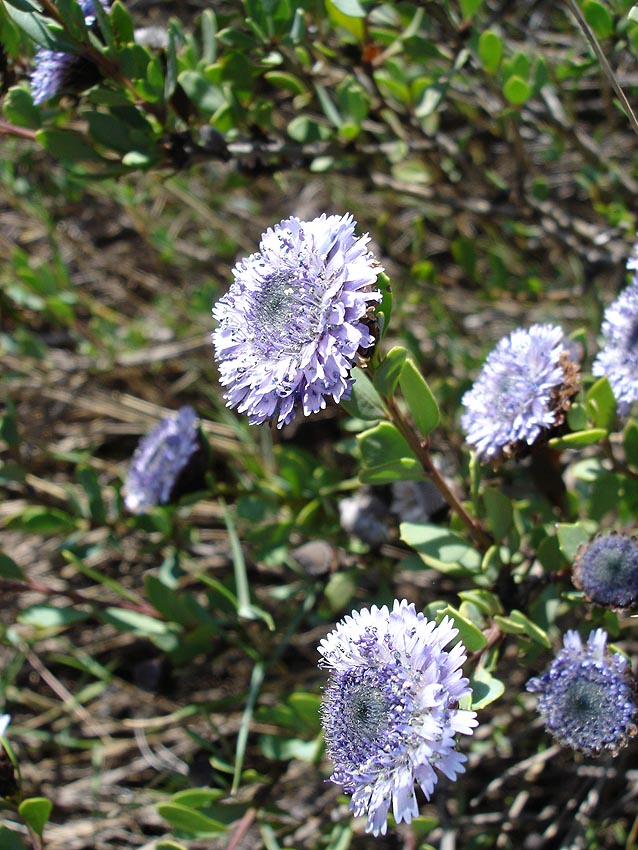
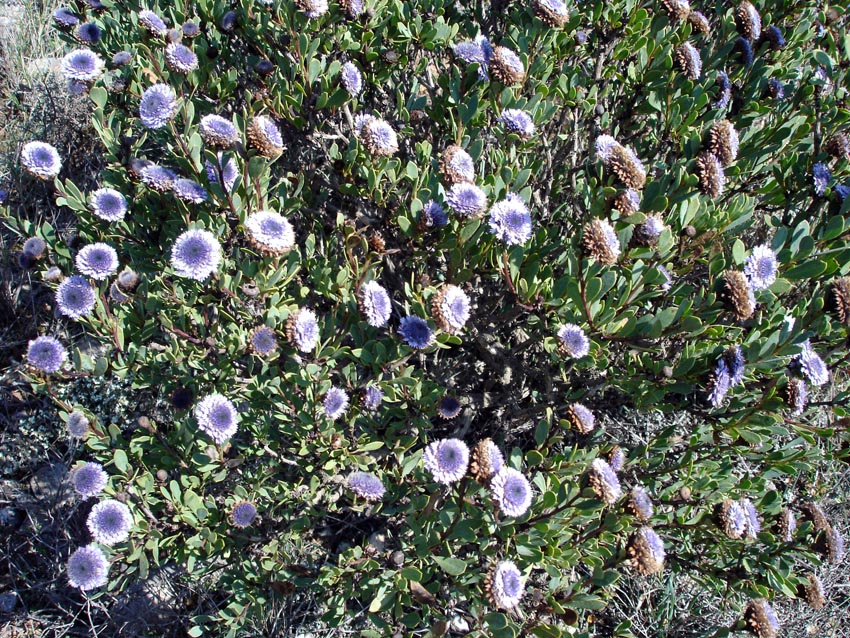
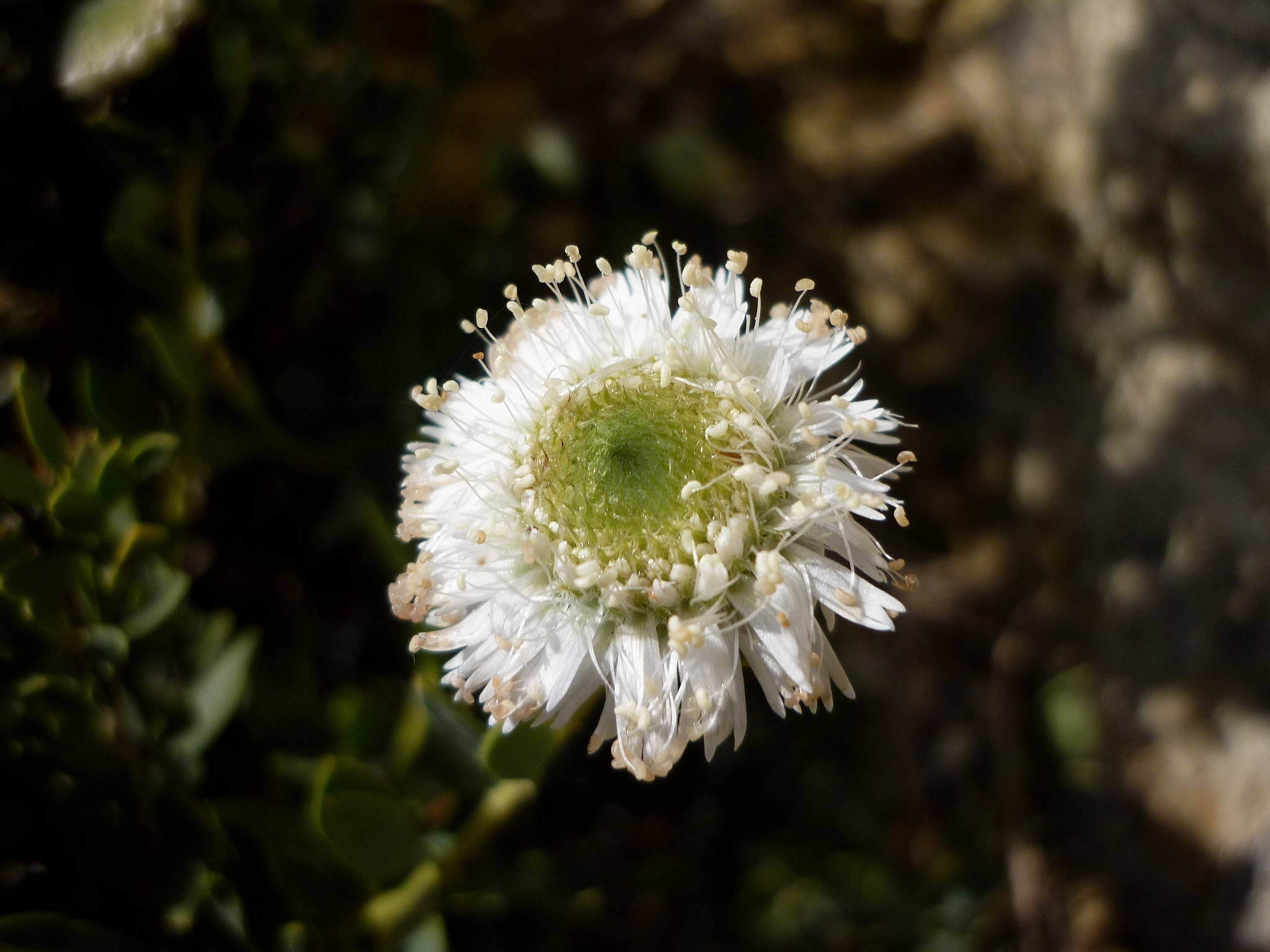
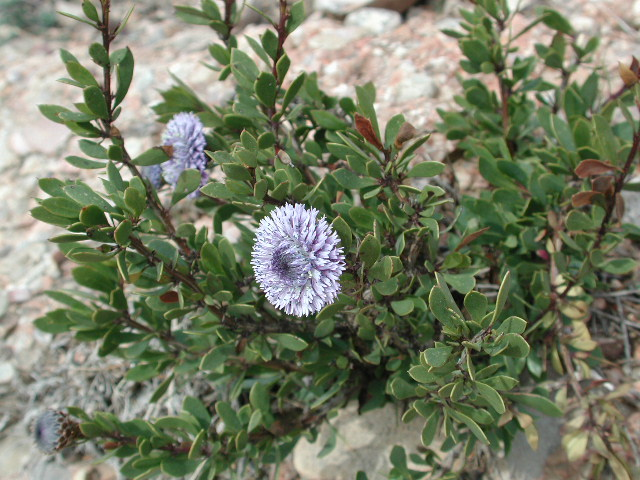

## Dottertaxa till Bergskrabbor, i alfabetisk ordning[1]
- Globularia alypum
- Globularia amygdalifolia
- Globularia anatolica
- Globularia arabica
- Globularia ascanii
- Globularia borjae
- Globularia cambessedesii
- Globularia cordifolia
- Globularia davisiana
- Globularia dumulosa
- Globularia fuxeensis
- Globularia hedgei
- Globularia incanescens
- Globularia indubia
- Globularia linifolia
- Globularia liouvillei
- Globularia losae
- Globularia meridionalis
- Globularia montiberica
- Globularia nainii
- Globularia neapolitana
- Globularia nudicaulis
- Globularia orientalis
- Globularia punctata
- Globularia repens
- Globularia salicina
- Globularia sarcophylla
- Globularia sintenisii
- Globularia spinosa
- Globularia stygia
- Globularia trichosantha
- Globularia valentina
- Globularia vulgaris – Bergskrabba